# Sound of...

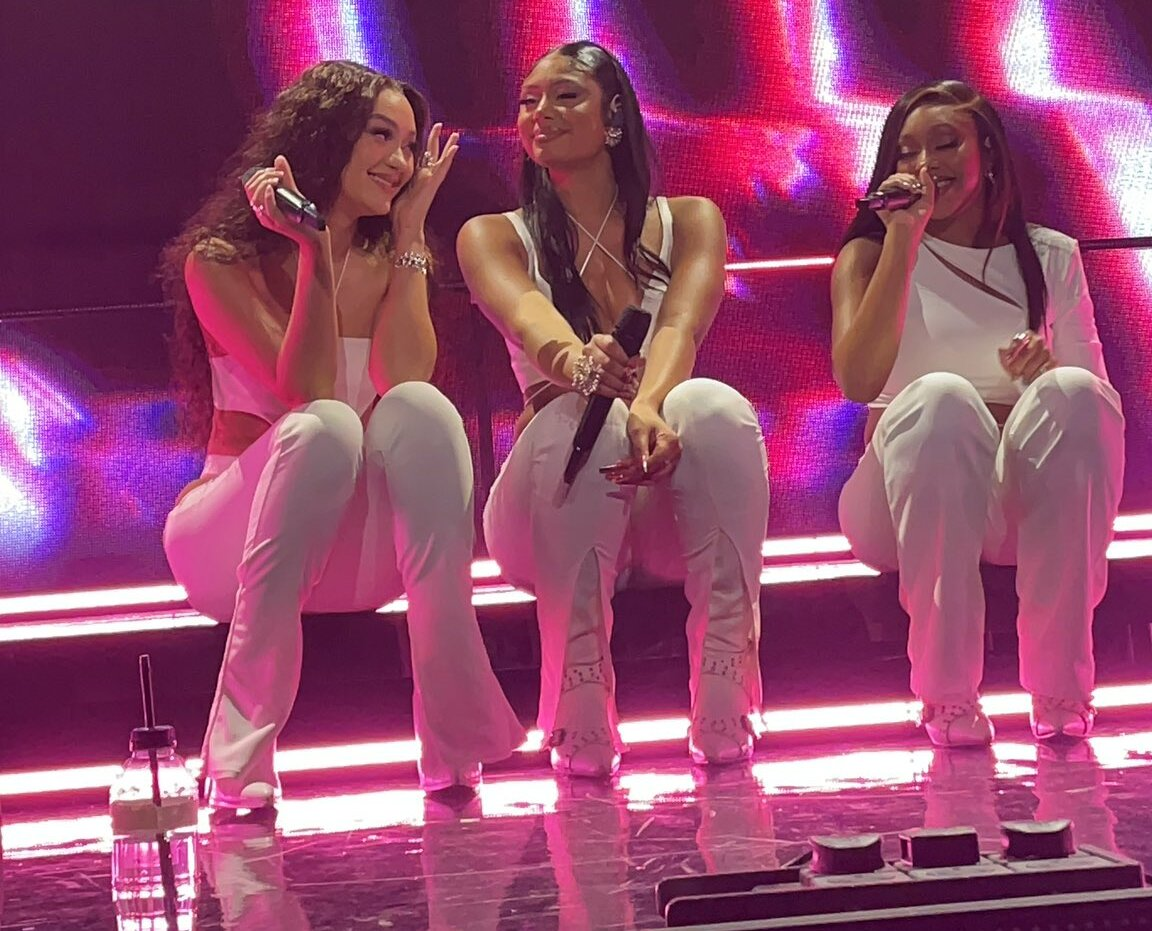
FLO (Sound of 2023) au Flo Live Tour à Manchester

Sound of… est un sondage annuel de critiques musicaux et de membres de l'industrie musicale, dans le but de trouver l'artiste émergent le plus talentueux. Il a été mis en place par la BBC en 2003, et sort dorénavant chaque mois de janvier.

## Vainqueurs

### 2003–2009
| Année         | Vainqueur          | 2e                       | 3e                       | 4e                | 5e            | 6e               | 7e                                 | 8e                    | 9e           | 10e                    |
| ------------- | ------------------ | ------------------------ | ------------------------ | ----------------- | ------------- | ---------------- | ---------------------------------- | --------------------- | ------------ | ---------------------- |
| Sound of 2003 | 50 Cent            | Electric Six             | Yeah Yeah Yeahs          | The Thrills       | Dizzee Rascal | Interpol         | Audio Bullys                       | Mario                 | The Datsuns  | Sean Paul              |
| Sound of 2004 | Keane              | Franz Ferdinand          | Wiley                    | Razorlight        | Joss Stone    | McFly            | Scissor Sisters                    | The Ordinary Boys     | Tali (en)    | Gemma Fox (en)         |
| Sound of 2005 | The Bravery        | Bloc Party               | Kano                     | Game              | Kaiser Chiefs | KT Tunstall      | The Dead 60s                       | The Dears             | Tom Vek (en) | The Magic Numbers      |
| Sound of 2006 | Corinne Bailey Rae | Clap Your Hands Say Yeah | The Feeling              | Plan B            | Guillemots    | Sway             | Chris Brown                        | Marcos Hernandez (en) | Kubb (en)    | The Automatic          |
| Sound of 2007 | Mika               | The Twang (en)           | Klaxons                  | Sadie Ama         | Enter Shikari | Air Traffic (en) | Cold War Kids                      | Just Jack             | Ghosts (en)  | The Rumble Strips (en) |
| Sound of 2008 | Adele              | Duffy                    | The Ting Tings           | Glasvegas         | Foals         | Vampire Weekend  | Joe Lean & The Jing Jang Jong (en) | Black Kids            | MGMT         | Santigold              |
| Sound of 2009 | Little Boots       | White Lies               | Florence and the Machine | Empire of the Sun | La Roux       | Lady Gaga        | VV Brown                           | Kid Cudi              | Passion Pit  | Dan Black              |

### 2010-2019
| Année         | Vainqueur        | 2e                      | 3e                | 4e          | 5e                    | Autres nommés |
| ------------- | ---------------- | ----------------------- | ----------------- | ----------- | --------------------- | --- |
| Sound of 2010 | Ellie Goulding   | Marina and the Diamonds | Delphic           | Hurts       | The Drums             | Daisy Dares You (en), Devlin, Everything Everything, Giggs (en), Gold Panda, Joy Orbison (en), Owl City, Rox, Stornoway (en), Two Door Cinema Club |
| Sound of 2011 | Jessie J         | James Blake             | The Vaccines      | Jamie Woon  | Clare Maguire         | Anna Calvi, Daley (en), Esben and the Witch, Jai Paul, Mona, The Naked and Famous, Warpaint, Wretch 32 (en), Yuck, Nero                            |
| Sound of 2012 | Michael Kiwanuka | Frank Ocean             | Azealia Banks     | Skrillex    | Niki and the Dove     | ASAP Rocky, Dot Rotten (en), Dry the River (en), Flux Pavilion, Friends (en), Jamie N Commons (en), Lianne La Havas, Ren Harvieu, Spector, Stooshe |
| Sound of 2013 | Haim             | AlunaGeorge             | Angel Haze        | Laura Mvula | Chvrches              | A*M*E (en), Arlissa (en), King Krule, Kodaline, Little Green Cars, Palma Violets, Peace (en), Savages, The Weeknd, Tom Odell                       |
| Sound of 2014 | Sam Smith        | Ella Eyre               | Banks             | Sampha      | George Ezra           | Chance The Rapper, Chlöe Howl, FKA twigs, Jungle, Kelela, Luke Sital-Singh (en), MNEK, Nick Mulvey, Royal Blood, Say Lou Lou (en)                  |
| Sound of 2015 | Years & Years    | James Bay               | Stormzy           | Raury (en)  | George the Poet (en)  | Kwabs (en), Låpsley, Novelist (en), Rae Morris (en), Shamir, Shura, Slaves, SOAK (en), Sunset Sons, Wolf Alice                                     |
| Sound of 2016 | Jack Garratt     | Alessia Cara            | NAO (en)          | Blossoms    | Mura Masa, WSTRN (en) | Billie Marten (en), Dua Lipa, Frances (en), Izzy Bizu, J Hus, Loyle Carner, Mabel, Rat Boy (en), Section Boyz (en)                                 |
| Sound of 2017 | Ray BLK          | Rag'n'Bone Man          | Raye              | Jorja Smith | Nadia Rose            | AJ Tracey, Anderson .Paak, Cabbage, Dave, Declan McKenna, Maggie Rogers, Stefflon Don, The Amazons, The Japanese House, Tom Grennan                |
| Sound of 2018 | Sigrid           | Rex Orange County       | Iamddb            | Khalid      | Pale Waves            | Alma, Billie Eilish, Jade Bird, Lewis Capaldi, Nilüfer Yanya, Not3s, Sam Fender, Superorganism, Tom Walker, Yaeji, Yxng Bane                       |
| Sound of 2019 | Octavian (en)    | King Princess           | Grace Carter (en) | Slowthai    | Rosalía               | Dermot Kennedy, Ella Mai, FLOHIO, Mahalia, Sea Girls (en)                                                                                          |

### 2020-
| Année         | Vainqueur             | 2e                | 3e           | 4e            | 5e          | Autres nommés                                                       |
| ------------- | --------------------- | ----------------- | ------------ | ------------- | ----------- | ------------------------------------------------------------------- |
| Sound of 2020 | Celeste               | Easy Life (en)    | Yungblud     | Joy Crookes   | Inhaler     | Arlo Parks, Beabadoobee, Georgia (en), Joesef, Squid                |
| Sound of 2021 | Pa Salieu             | Holly Humberstone | Berwyn       | Greentea Peng | Griff       | Alfie Templeman, Bree Runway, Dutchavelli, Girl In Red, The Lathums |
| Sound of 2022 | PinkPantheress        | Wet Leg           | Mimi Webb    | Lola Young    | Central Cee | Baby Queen, ENNY, Priya Ragu, Tems, Yard Act                        |
| Sound of 2023 | FLO                   | Fred Again..      | Nia Archives | Cat Burns     | Gabriels    | Asake, Biig Piig, Dylan, piri & tommy, Rachel Chinouriri            |
| Sound of 2024 | The Last Dinner Party | Olivia Dean       | Peggy Gou    | Tyla          | Elmiene     | Ayra Starr, Caity Baser, CMAT, Kenya Grace, Sekou                   |